# Luis María Mendía
Luis María Mendía (n. Ciudad de Buenos Aires, 21 de abril de 1925 - f. ibídem, 13 de mayo de 2007) fue un vicealmirante  de la Armada Argentina, jefe de operaciones navales entre enero y diciembre de 1976. Es sindicado como el arquitecto de los vuelos de la muerte de acuerdo a la confesión de Adolfo Scilingo recopilada en un libro periodístico El vuelo, de Horacio Verbitsky.

## Carrera
Tras terminar sus estudios secundarios, Luís María Mendía ingresó a la Armada el 19 de enero de 1942, cuatro años más tarde egresó en Promoción 73 de la Escuela Naval Militar. Posteriormente se especializó como submarinista.

#### Oficial subalterno y jefe
Sirvió en los navíos ARA La Argentina y 25 de Mayo, buques transporte ARA Punta Rasa, Bahía Buen Suceso, Beagle y San Julián. Hizo lo propio en el guardacostas ARA Pueyrredón, y transporte ARA San Julián. Sirvió en la División de Submarinos y luego estuvo al frente de los submarinos ARA Salta y ARA Santiago del Estero. Posteriormente sirvió en los torpederos ARA San Juan, La Rioja y Buenos Aires.
Ejerció como docente en la Escuela Naval Militar y en la Escuela de Submarinos. Luego revistó en la Base Naval de Submarinos Mar del Plata.
Ejerció como director del Liceo Naval Militar Almirante Brown y sirvió en el buque taller ARA Ingeniero Iribas y la fragata ARA Heroína.

#### Oficial superior
Sirvió en la Secretaría General de la Armada, en la Base Naval Mar del Plata, en la Flota de Mar, luego en la Jefatura Naval del Estado Mayor General de la Armada, y posteriormente en la Agregaduría Naval de Argentina en Chile. Sirvió en la Escuadrilla de Apoyo y Sostén, en el Estado Mayor del Comando Naval. Ascendió a contraalmirante en diciembre de 1973 y fue titular de la Prefectura Naval Argentina desde ese año hasta el 22 de enero de 1975, cuando fue sucedido por el contraalmirante Manuel Jacinto García Tallada.
Ascendió a vicealmirante en 1975 siendo el jefe del Comando de Operaciones Navales y luego revistó como representante argentino ante la Junta Interamericana de Defensa.
Pasó a retiro el 1.º de febrero de 1979.

### Vuelos de la muerte
Tres meses antes de morir, Mendía reconoció ante la justicia que mientras fue Comandante de Operaciones Navales -tercer cargo en importancia en la Armada- entre el 9 de diciembre de 1974 y diciembre de 1976, fue ideólogo de lo que se denominó "vuelos de la muerte".
Falleció de un paro cardiorrespiratorio mientras era juzgado por delitos de lesa humanidad por el juez federal Sergio Torres, quien dictó la prescripción de la acción penal por fallecimiento. Sus restos fueron sepultados en el Cementerio de la Chacarita.